# Žalm 97

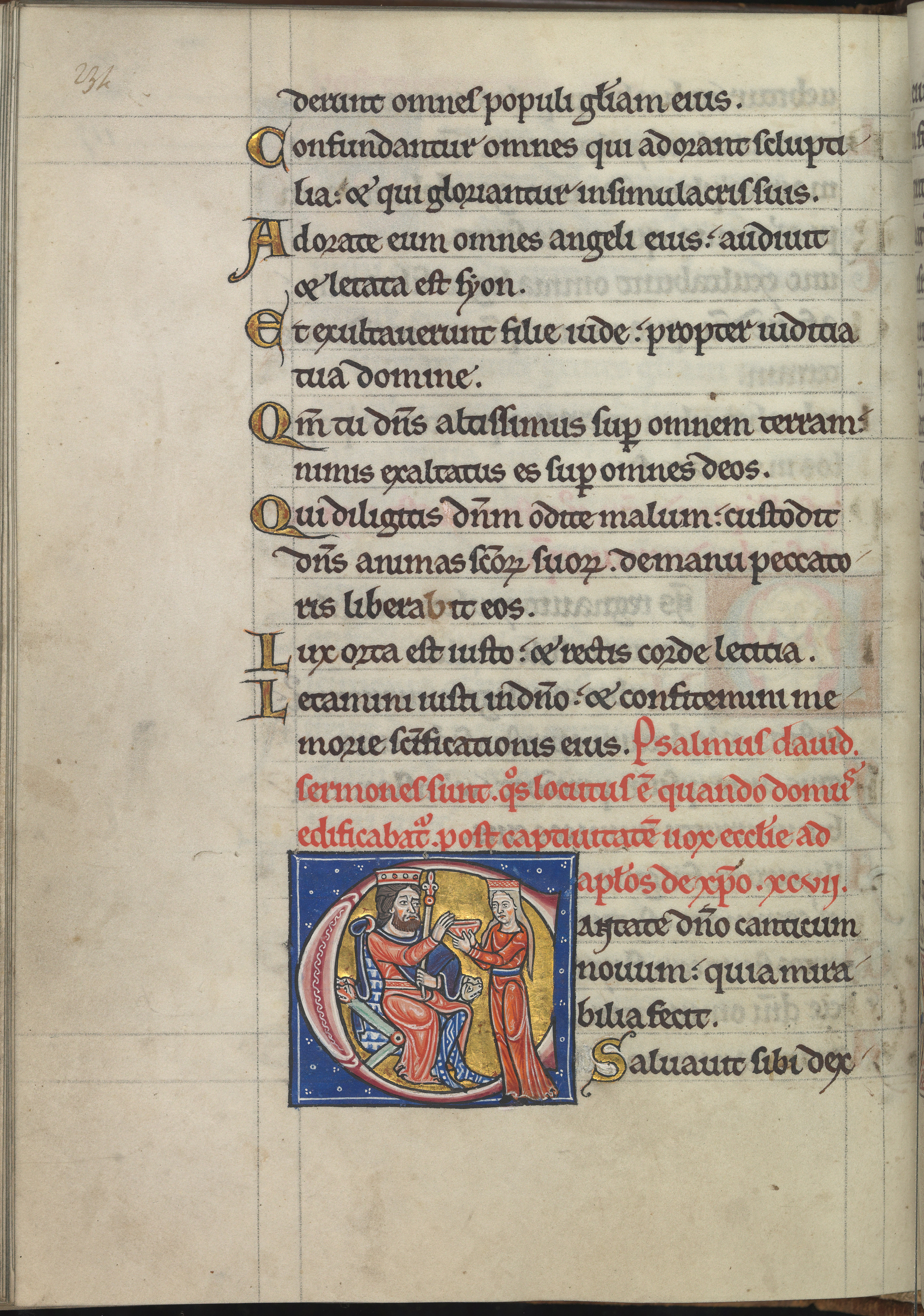
Žaltář Eleonory Akvitánské, žalm 97 (okolo roku 1158)

Žalm 97 (Hospodin kraluje! Zajásej, země, lat. Dominus regnavit exultet terra, podle řeckého překladu žalm 96) je součástí starozákonní Knihy žalmů. Je součástí liturgie většiny křesťanských církví i v judaismu. Podle židovské tradice byl žalm sepsán Mojžíšem a rabín Aryeh Kaplan se na základě midraše domnívá, že byl určen společně s dalšími žalmy, jež sepsal Mojžíš, k použití jako prostředek k dosažení proroctví.

## Text
| verš | hebrejský originál                                          | český překlad | latinský překlad (Vulgata)                                                                                |
| ---- | ----------------------------------------------------------- | --- | --- |
| 1    | א יְהוָה מָלָךְ, תָּגֵל הָאָרֶץ; יִשְׂמְחוּ, אִיִּים רַבִּים.                     | Hospodin kraluje! Zajásej, země, raduj se, ostrovů množství!                                                      | Huic David quando terra eius restituta est Dominus regnavit exultet terra laetentur insulae multae        |
| 2    | ב עָנָן וַעֲרָפֶל סְבִיבָיו; צֶדֶק וּמִשְׁפָּט, מְכוֹן כִּסְאוֹ.                   | Oblak a mrákota jsou kolem něho, spravedlnost a právo jsou pilíře jeho trůnu.                                     | nubes et caligo in circuitu eius iustitia et iudicium correctio sedis eius                                |
| 3    | ג אֵשׁ, לְפָנָיו תֵּלֵךְ; וּתְלַהֵט סָבִיב צָרָיו.                           | Žene se před ním oheň, kolkolem sežehne jeho protivníky.                                                          | ignis ante ipsum praecedet et inflammabit in circuitu inimicos eius                                       |
| 4    | ד הֵאִירוּ בְרָקָיו תֵּבֵל; רָאֲתָה וַתָּחֵל הָאָרֶץ.                          | Nad světem planou světla jeho blesků, země to vidí a svíjí se v křeči.                                            | adluxerunt fulgora eius orbi terrae vidit et commota est terra                                            |
| 5    | ה הָרִים--כַּדּוֹנַג, נָמַסּוּ מִלִּפְנֵי יְהוָה: מִלִּפְנֵי, אֲדוֹן כָּל-הָאָרֶץ.        | Hory se před Hospodinem jako vosk taví, před Pánem veškeré země                                                   | montes sicut cera fluxerunt *a facie Domini; a facie Domini omnis terrae                                  |
| 6    | ו הִגִּידוּ הַשָּׁמַיִם צִדְקוֹ; וְרָאוּ כָל-הָעַמִּים כְּבוֹדוֹ.                    | Nebesa hlásají jeho spravedlnost a všechny národy vidí jeho slávu.                                                | adnuntiaverunt caeli iustitiam eius et viderunt omnes populi gloriam eius                                 |
| 7    | ז יֵבֹשׁוּ, כָּל-עֹבְדֵי פֶסֶל-- הַמִּתְהַלְלִים בָּאֱלִילִים;הִשְׁתַּחֲווּ-לוֹ, כָּל-אֱלֹהִים. | Budou zahanbeni všichni, kteří slouží modlám, kdo se chlubí svými bůžky; jemu se všichni bohové klanějí.          | confundantur omnes qui adorant sculptilia qui gloriantur in simulacris suis adorate eum omnes angeli eius |
| 8    | ח שָׁמְעָה וַתִּשְׂמַח, צִיּוֹן, וַתָּגֵלְנָה, בְּנוֹת יְהוּדָה--לְמַעַן מִשְׁפָּטֶיךָ יְהוָה.   | Sijón to slyší a raduje se, jásají dcery judské nad tvými soudy, Hospodine.                                       | audivit et laetata est Sion et exultaverunt filiae Iudaeae propter iudicia tua Domine                     |
| 9    | ט כִּי-אַתָּה יְהוָה, עֶלְיוֹן עַל-כָּל-הָאָרֶץ;מְאֹד נַעֲלֵיתָ, עַל-כָּל-אֱלֹהִים.     | Vždyť ty, Hospodine, jsi nejvyšší nad celou zemí, neskonale převyšuješ všechny bohy.                              | quoniam tu Dominus Altissimus super omnem terram nimis superexaltatus es super omnes deos                 |
| 10   | י אֹהֲבֵי יְהוָה, שִׂנְאוּ-רָע:שֹׁמֵר, נַפְשׁוֹת חֲסִידָיו; מִיַּד רְשָׁעִים, יַצִּילֵם.   | Vy, kdo milujete Hospodina, mějte v nenávisti zlo, on střeží duše svých věrných, svévolníkům je z rukou vytrhuje. | qui diligitis Dominum odite malum custodit animas sanctorum suorum de manu peccatoris liberabit eos       |
| 11   | יא אוֹר, זָרֻעַ לַצַּדִּיק; וּלְיִשְׁרֵי-לֵב שִׂמְחָה.                          | Pro spravedlivého je zaseto světlo, radost pro ty, kteří mají přímé srdce.                                        | lux orta est iusto et rectis corde laetitia                                                               |
| 12   | יב שִׂמְחוּ צַדִּיקִים, בַּיהוָה; וְהוֹדוּ, לְזֵכֶר קָדְשׁוֹ.                    | Radujte se, spravedliví, z Hospodina, vzdejte chválu tomu, co připomíná jeho svatost!                             | laetamini iusti in Domino et confitemini memoriae sanctificationis eius                                   |

## Užití v liturgii

### V křesťanství
V římskokatolické církvi se užívá při modlitbě hodinek během večerní modlitby ve středu druhého týdne.

### V judaismu
V judaismu je žalm recitován při zahájení Šabatu, kdy je podle siduru součástí liturgie zvané Kabalat Šabat („Přivítání Šabatu“).

## Užití v hudbě
Mezi významná hudební zpracování žalmu 98 patří díla těchto autorů:
- Heinrich Schütz
- Jean-Baptiste Lully, částečně v Jubilate Deo
- Antonín Dvořák, Biblické písně
- Henry Desmarest
- Johann Sebastian Bach